# Castello Drummond

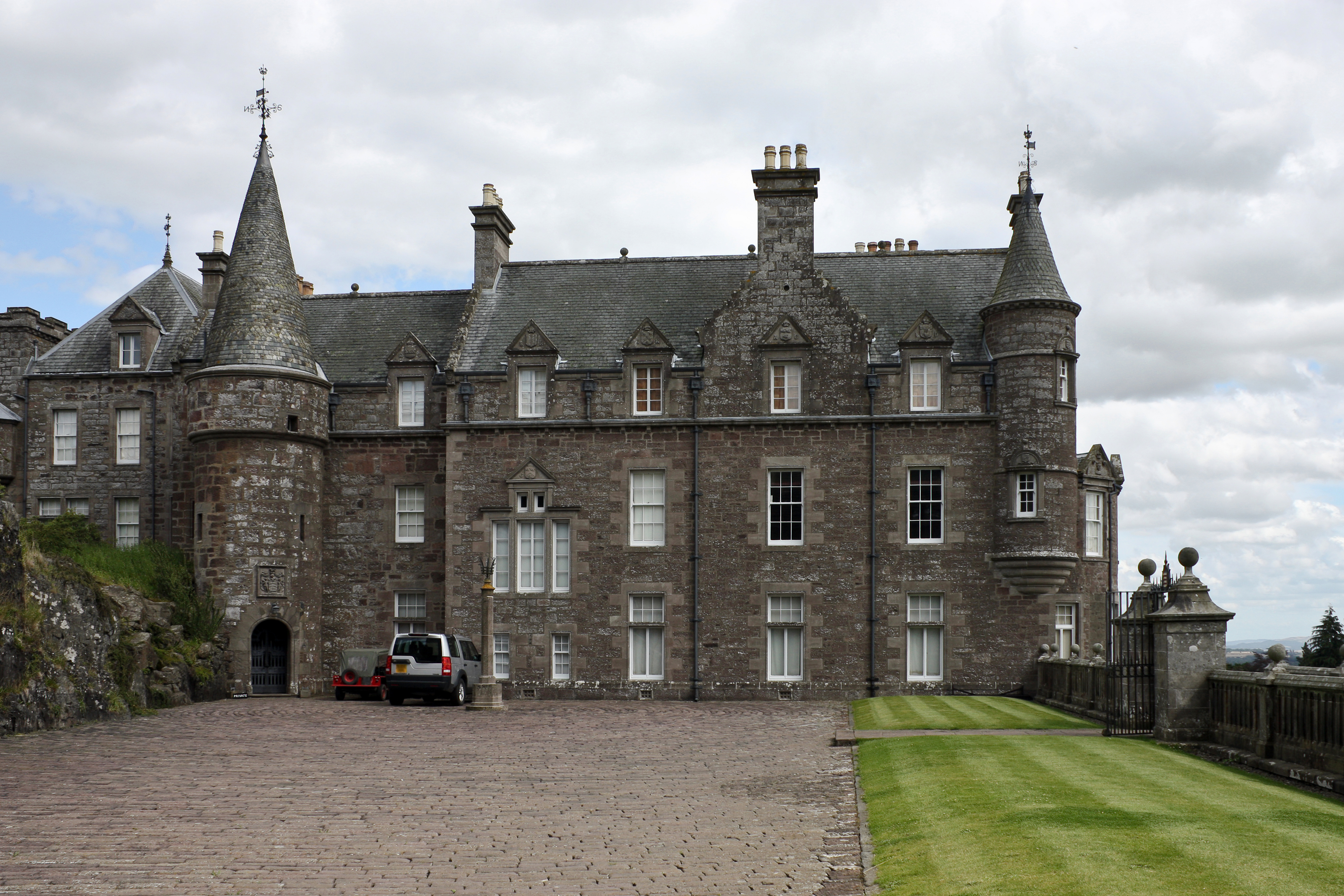
Facciata principale del castello Drummond

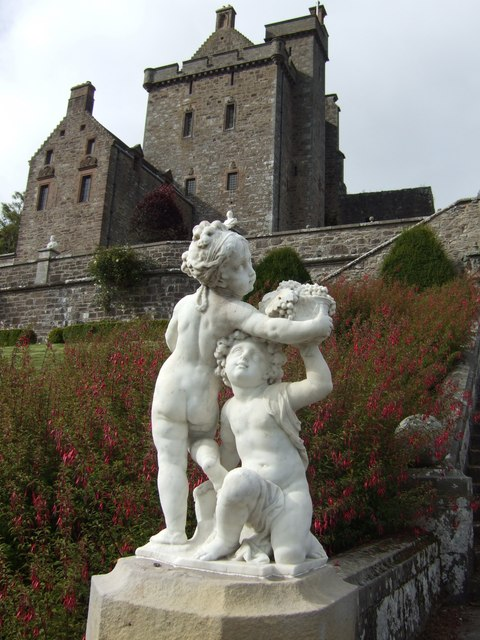
Scultura nei giardini del castello Drummond

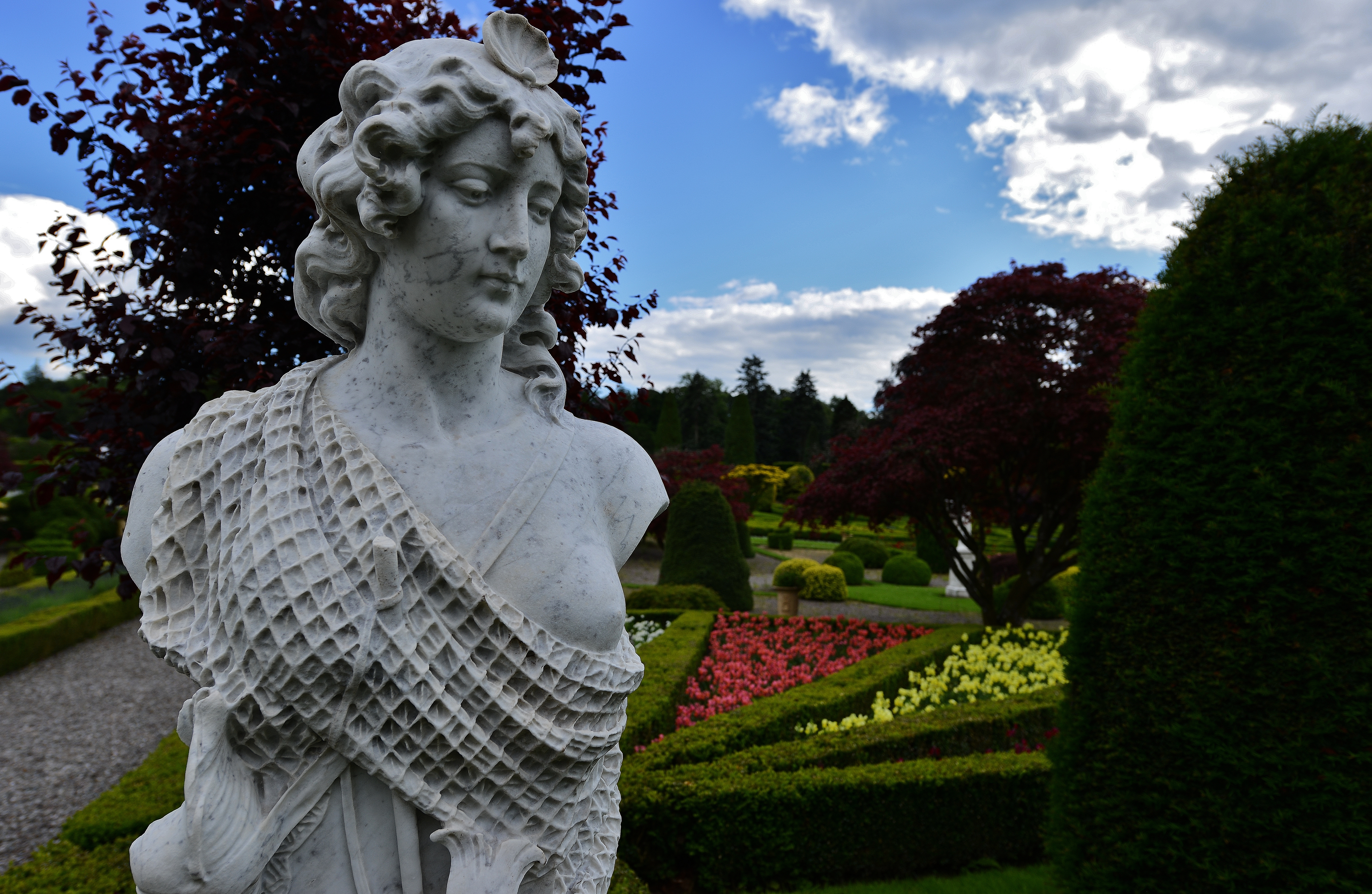
Altra scultura nei giardini del castello

Il castello Drummond (in inglese: Drummond Castle) è un castello situato su un rilievo roccioso nei pressi del villaggio scozzese di Crieff, nel Perthshire (Perth e Kinross), costruito per volere della famiglia Drummond a partire dal 1491 e rimodellato nella prima metà del XVII secolo.

## Storia
La famiglia Drummond era divenuta proprietaria dei terreni su cui sorge il castello nel 1314. Fu quindi John Drummond, I Lord Drummond a volere, nel 1490-1491 circa, la costruzione della fortezza originaria.
Tra il 1630 e il 1636, furono aggiunti dei giardini per volere di John Drummond, II conte di Perth; alla realizzazione partecipò anche John Reid, autore del primo libro di giardinaggio scozzese. Contemporaneamente l'antica fortezza medievale fu trasformata in un'elegante residenza.
Nel 1653, dopo l'assedio di Cromwell, fu ricostruita la torre originaria.
I giardini furono poi ampliati, con l'aggiunta di 4 file di alberi. Tuttavia, agli inizi del XVII secolo, dopo che nel 1715 il secondo duca di Perth era stato coinvolto nell'insurrezione giacobita, i giardini del castello erano caduti in rovina.
|  |

Un'ampia opera di ristrutturazione dei giardini del castello Drummond fu quindi intrapresa agli inizi del XIX secolo sotto la supervisione di Lewis Kennedy, che aveva lavorato anche per la regina Giuseppina di Francia. I giardini vennero quindi visitati nel 1842 dalla regina Vittoria, che li definì "molto belli, come dei giardini francesi".

## Architettura

### Esterni

#### Giardini
I giardini del castello Drummond sono ornati da siepi di bosso, aiuole, alberi sagomati e statue classiche.
Alcune aiuole disegnano lo stemma dei Drummond e la croce di Sant'Andrea.